# Olga Koszutska
Olga Koszutska (ur. 23 października 1930 w Kaliszu, zm. 9 lutego 2002 w Warszawie) – polska aktorka teatralna oraz reżyser telewizyjny i teatralny. 

## Życiorys
Absolwentka wydziału reżyserii Państwowej Wyższej Szkoły Teatralnej w Warszawie (1955). Współpracowała z teatrami Bydgoszczy, Gdyni, Jeleniej Góry, Kielc, Krakowa, Łodzi, Poznania, Warszawy i Wrocławia. 
Żona aktora Zygmunta Listkiewicza, matka działacza piłkarskiego Michała Listkiewicza, spokrewniona z aktorką Marią Broniewską. Zginęła podczas napadu rabunkowego na jej warszawskie mieszkanie.

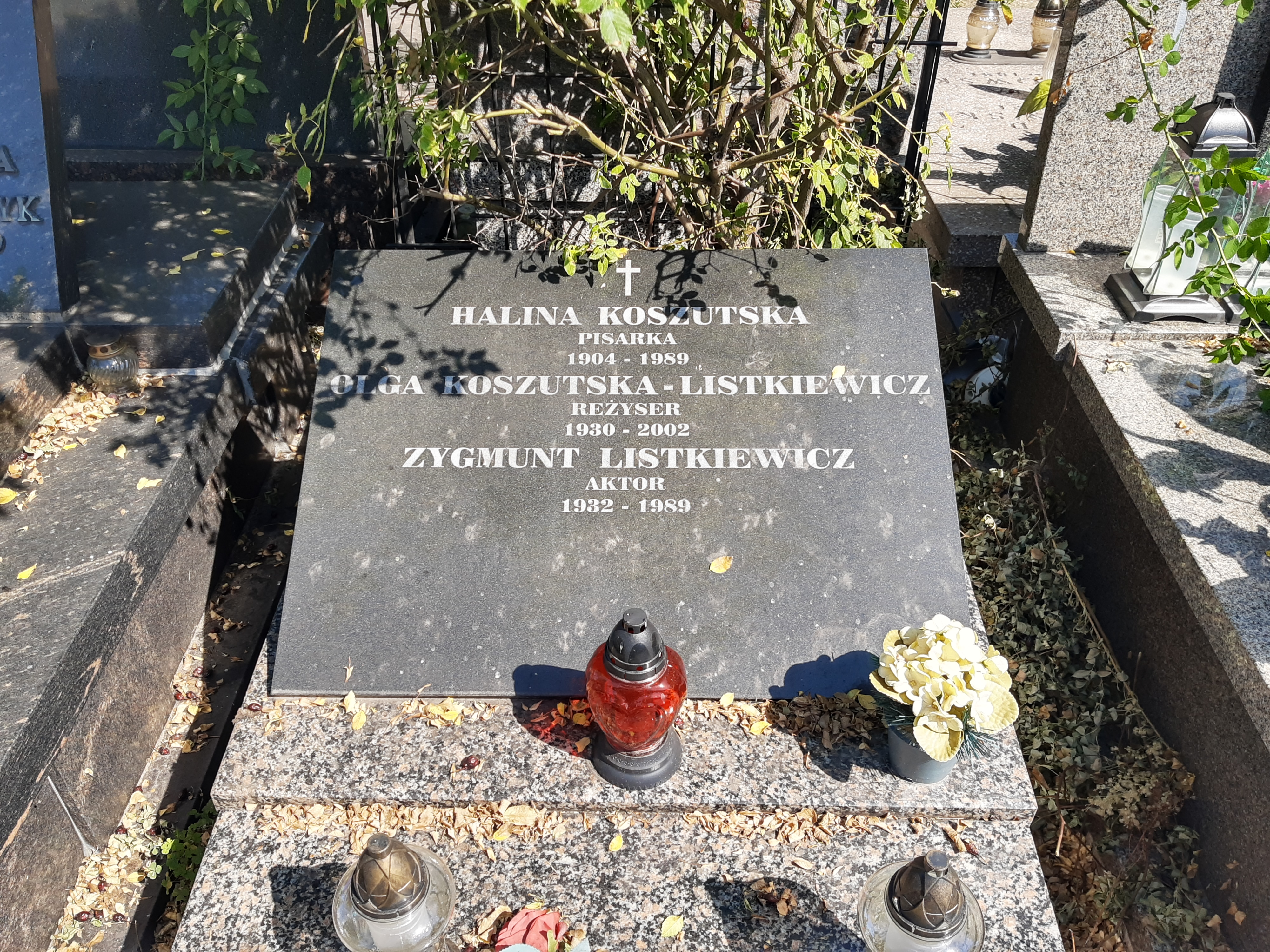
Grób Zygmunta Listkiewicza i Olgi Koszutskiej na cmentarzu Wawrzyszewskim

## Filmografia

### Reżyseria

#### Spektakle teatralne
- 1978: Wróg ludu
- 1977: Dom lalki
- 1977: Wassa Żeleznowa
- 1976: Czapka błazeńska
- 1976: Klik – klak
- 1975: Dzień dobry ci, królu Lulu!
- 1975: Policja
- 1975: Pieśń z roku 1831
- 1974: Ich czworo
- 1974: Zielony Gil
- 1974: Iluzja
- 1973: Fantazy
- 1973: Żołnierze
- 1973: Zabawa w koty
- 1973: Dzieje grzechu
- 1972: Duże jasne
- 1971: Wołanie wiatru
- 1971: Żołnierz i bohater
- 1971: Cienie
- 1970: Trutnie i kobiety
- 1970: Pierścień wielkiej damy
- 1970: Szkic do portretu
- 1969: Zawsze we troje
- 1969: Koncert
- 1968: Poskromienie złośnicy
- 1968: W małym dworku
- 1968: Nie zapomnisz owych dni
- 1967: Trzy białe strzały
- 1966: Bohater bez chorągwi
- 1965: Dożywocie
- 1965: Don Karlos
- 1964: No more Hiroshima (dwukrotnie)
- 1964: Najzwyklejszy cud
- 1964: Koniec Księgi VI
- 1963: Grupa Laokoona
- 1963: Gość
- 1963: Maskarada
- 1962: Zielone rękawice
- 1962: Opera za trzy grosze
- 1962: Tajemnicza szkatułka
- 1962: Lai znaczy jaśmin
- 1961: Odwety
- 1961: Zielony Gil
- 1960: Królowa przedmieścia
- 1959: Życie Galileusza
- 1959: Wróg Ludu
- 1959: Mąż i żona
- 1959: Kochanek Sybilli
- 1959: I koń się potknie...
- 1958: Igraszki trafu i miłości
- 1958: Ludzie i morze
- 1958: Ich czworo
- 1958: Pierścień wielkiej damy
- 1957: Boy
- 1957: Upiory
- 1956: Don Karlos
- 1954: Dom lalki
- 1954: Wielki człowiek do małych interesów[1]

#### Spektakle telewizyjne
- 1973: Zaciszny Pensjonat
- 1972: Wesele Figara
- 1971: Przejście Sarny
- 1967: Kowal, Pieniądze i Gwiazdy
- 1961: Dom Pychy
- 1961: Warszawska Ulica
- 1961: Zabić Człowieka
- 1960: Wyjeżdżamy na Wakacje[2]

### Adaptacja

#### Spektakle telewizyjne
- 1961: Dom Pychy
- 1961: Zabić Człowieka
- 1960: Wyjeżdżamy na Wakacje[2]
- 1959: Kochanek Sybilli[1]

### Aktorstwo

#### Spektakle teatralne
- 1961: Zielony Gil jako Donna Clara
- 1958: Kot w butach jako Basia
- 1956: Eugeniusz Oniegin jako Tatiana

### Scenariusz

#### Spektakle teatralne
- 1973: Żołnierze
- 1971: Wołanie wiatru
- 1970: Szkic do portretu (wraz z Lucyną Tychową)
- 1968: Nie zapomnisz owych dni[1]

### Inscenizacja

#### Spektakle teatralne
- 1968: Nie zapomnisz owych dni[1]

| 5 lipca 1975         | Sławomir Mrożek forma twórczości: reżyseria teatr: Teatr im. Wandy Siemaszkowej, Rzeszów             |
| 13 grudnia 1975      | Irena Listkiewicz forma twórczości: reżyseria teatr: Teatr im. Stefana Jaracza, Łódź                 |
| 21 lutego 1976       | Jarosław Abramow-Newerly forma twórczości: reżyseria teatr: Teatr Polski, Bydgoszcz                  |
| 23 października 1976 | Luigi Pirandello forma twórczości: reżyseria teatr: Teatr Polski, Bydgoszcz                          |
| 11 lutego 1977       | Gorki Maksym forma twórczości: reżyseria teatr: Teatr Nowy, Łódź                                     |
| 16 grudnia 1977      | Henrik Ibsen forma twórczości: reżyseria teatr: Teatr Dramatyczny im. Aleksandra Węgierki, Białystok |
| 28 kwietnia 1978     | Ibsen Henryk forma twórczości: reżyseria teatr: Teatr im. Juliusza Słowackiego, Kraków               |